# Christian Dior
Christian Dior (Granville, França, 21 de gener de 1905 - Montecatini Terme, Itàlia, 24 d'octubre de 1957), va ser un influent dissenyador de moda del segle xx, fundador de la prestigiosa marca de moda d'alta costura Dior. Aquesta marca està sota el control del grup Louis Vuitton - Moët Henessy (LVMH), tot i que posseeix el 42% dels actius de l'empresa. Altres marques conegudes que formen part d'aquest grup són Kenzo, Givenchy i Louis Vuitton.

## Biografia

### Infància

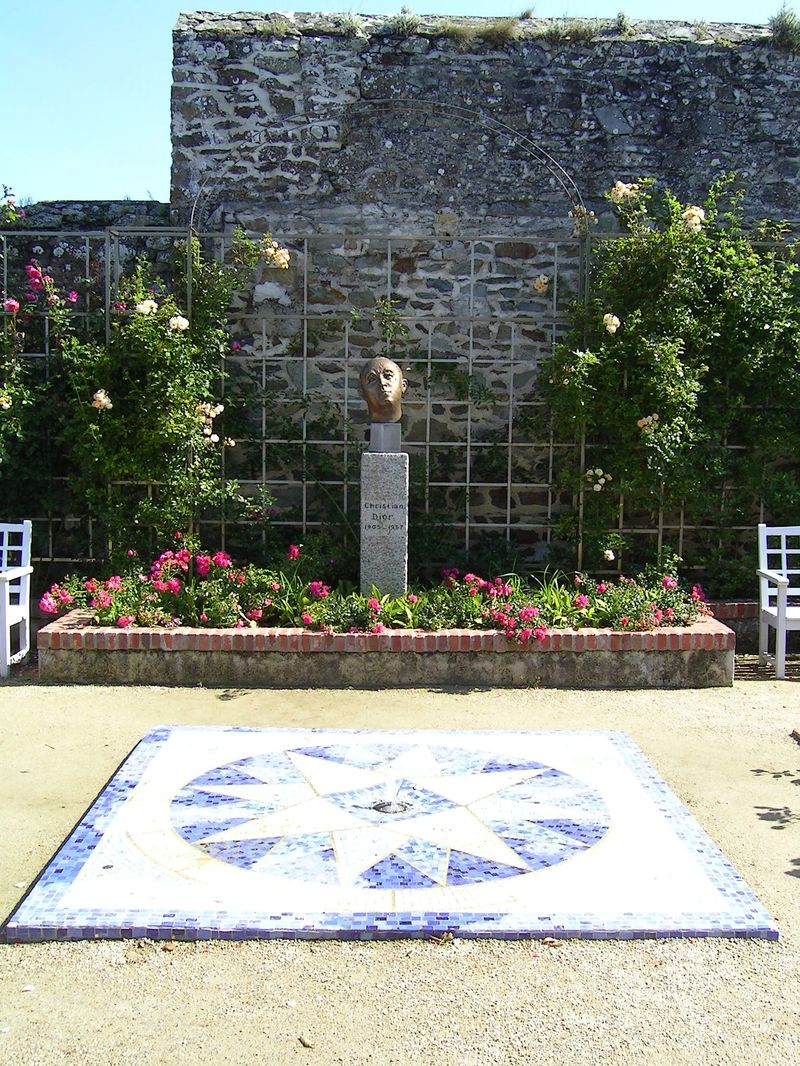
Escultura de Christian Dior a Granville

Christian Dior era fill d'una família industrial que es dedicava al sector de la bugaderia, sent el segon de cinc fills. Dior es va sentir malaltissament unit a la seva mare. Fins i tot, quan li va arribar l'èxit, assegurà que va ser un homenatge a la seva imatge, la de la mare, amb la cintura encotillada i faldilles de seda. Només ella, somiadora i mai satisfeta amb la vida de províncies, comprenia la seva afició per les disfresses, ja que era qui el consolava quan li renyava per dibuixar figurins en els quaderns de classe.
Quan Christian va complir cinc anys, el negoci del pare porta al matrimoni Dior i els seus cinc fills a París. Les cada vegada més tibants relacions amb el seu pare van explotar quan va arribar el moment d'estudiar una carrera. El 1919, en acabar la primera Guerra Mundial, Christian es va negar a ingressar a la facultat de Químiques per fer-se càrrec del negoci familiar, ell preferia Belles Arts. La seva mare, va intercedir i va proposar Ciències Polítiques, amb el somni que algun dia es convertís en ambaixador. Però quan va acabar el servei militar, Christian va deixar la carrera i proposar una nova opció: obrir una galeria d'art. La discussió va acabar amb un cop de porta i el crit "brut burgès!" del jove Dior.
Les coses van empitjorar amb el crac del 29, que va fer miques les inversions borsàries de la família. Amb 26 anys, un Christian Dior arruïnat va haver de tirar endavant esbossant dibuixos de moda que venia al preu de 20 francs la peça: els primers diners que guanyava gràcies al seu talent. La seva constància li va obrir les portes de les cases de moda, i la qualitat dels seus dissenys el llibre de xecs del milionari tèxtil francès Marcel Boussac. Conegut com el "rei del cotó", va proposar al quarantí Christian Dior rellançar una petita casa de costura. No obstant això, els plans de Dior eren ben diferents: fundar la seva pròpia firma i ressuscitar la marcida tradició artesana de les empreses d'alta costura.
Insegur des de la infància, Dior va buscar en la religió la fe que no tenia en si mateix. Catòlic practicant i de comunió gairebé diària, la seva adoració es repartia entre l'església i les pitonisses. Els 14 anys una endevina li va vaticinar el que anava a ser el seu futur: "patiràs la pobresa però alegraràs la vida de les dones. Gràcies a elles, trobaràs l'èxit". Temps més tard, Madame Delahaye, la seva endevina favorita a París, el va animar a fundar la casa de costura. Des de llavors, no va agafar un llapis sense consultar les cartes, ni tocar fusta. Supersticiós fins al moll de l'os, no sortia de casa sense quatre amulets: "Porto penjats dos cors i una estrella, i sempre guardo un tros de fusta en una de les butxaques". El 1930, en trencar-se un gran mirall del seu apartament parisenc, va entrar en crisi, alguna cosa terrible havia de succeir. Va ser quan el seu germà va ingressar per greus problemes psíquics en un hospital del qual no sortiria mai i la seva mare va morir sobtadament.

### Els inicis

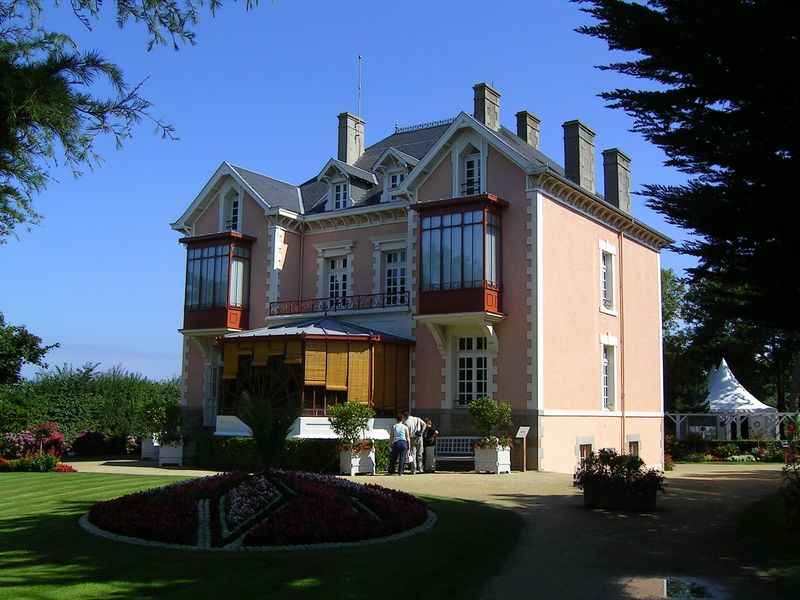
Casa i Museu Dior a Granville

Un cop instal·lat a París, Christian Dior fa amistat amb coneguts dissenyadors i artistes com Jacques Paul Bonjean amb qui obre una galeria d'art on s'exposen obres de Picasso, Dalí i Matisse. Malgrat l'èxit aconseguit, la crisi del 1929 va suposar la fi de la galeria. Els problemes econòmics també van afectar els seus pares. El seu pare, víctima de les especulacions econòmiques, va acabar arruïnat i va haver de vendre la casa familiar, que actualment és un museu. Aquest fet va marcar molt la vida de Christian Dior. Amb paraules del mateix Dior "La casa de la meva infància… en tinc un bon record, el més tendre i el més meravellós. Què estic dient? La meva vida, el meu estil, li deuen gairebé tot a la seva ubicació i a la seva arquitectura".
Durant els anys següents, a causa de les penúries econòmiques, Christian Dior viu de la generositat i caritat dels seus amics així com de les vendes dels seus dibuixos. Va ser el seu amic l'actor Jean Ozenne qui el va motivar a explotar el seu talent. Després d'haver fet el servei militar el 1935, Dior va tornar a París on va començar a vendre croquis de vestits i barrets en cases particulars, com en la de la modista Madame Agnès. També va ser contractat com il·lustrador pel conegut diari francès Le Figaro.
Influenciat pels seus amics artistes, Christian Dior crea col·leccions destinades al cinema i al teatre, com feia durant la seva infància. També es dedica a dissenyar mobiliari de l'època per cases benestants.

### El salt a la fama
El seu èxit va ser tan gran que el 1938 va entrar a treballar amb el dissenyador Robert Piguet i el 1942 va passar a ajudar a Lucien Lelong. Per acabar, el 1946 l'empresari tèxtil Marcel Boussac va oferir-li l'oportunitat d'obrir la seva pròpia casa de costura. El 8 d'octubre es crea la firma Dior i el 16 de desembre d'aquest mateix any és inaugurada la primera botiga d'alta costura a un petit palauet situat en el número 30 de l'avinguda Montaigne de París.

### Anys 40

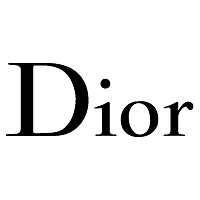
Logotip de Dior

El 12 de febrer del 1947 fa la presentació de la seva primera col·lecció primavera-estiu. En aquesta hi ha dues línies: la Corol·la i Figura 8, que sacsegen l'univers de la moda.
Fins i tot la periodista Carmel Snow, editora en cap de la revista de moda més influent del moment, la nord-americana Harper's Bazaar, en veure aquesta primera desfilada de Dior va dir "Això sí que és realment el New Look". En aquell moment el món acabava de sortir de la Segona Guerra Mundial i costava treure el gris dels uniformes militars i el pes dels materials gruixuts i rígids. Aquella primera desfilada amb joves models que passaven ràpides, teatrals, amb gest exagerat, embolicades en quilòmetres de teixit, amb els pits alts, amb cintures de vespa, espatlles arrodonides i amb materials molt diferents als del moment, van trencar amb tots els esquemes i va crear una revolució al món de la moda. Per aquest motiu les paraules "new look" que va utilitzar la periodista, van ser les que definitivament van acabar donant nom a la col·lecció.
Popularment, els seus vestits "new look" indignaven pel malbaratament de tela. Les mestresses de casa anaven comptant i amb una faldilla Dior es podien confeccionar 10 vestits, inclosos els guants. Mentre a Chicago onejaven pancartes amb el missatge "Mister Dior, odiem els vestits fins a terra", ell ja estava dibuixant una altra col·lecció amb 20 metres de tela més, afavorint els tèxtils de luxe de Robert Perrier. Els titulars dels diaris van fer ressò d'aquest fet.
Aquest mateix any, el 1947, té lloc el llançament del perfum "Miss Dior" en homenatge a la seva germana Catherine. Christian Dior defineix el perfum com "el complement indispensable de la personalitat femenina, és el toc final d'un vestit".
El 1948 es crea la societat de perfums de la marca, Christian Dior New York. Inc i també s'inaugura el departament de pells. A partir d'aquí la marca de roba inicia un procés de difusió i de concessió de llicències per tal d'obrir més botigues.
Un any després neix el perfum "Diorama". A més, de la temporada tardor-hivern 1949-1950, al cap de vuit dies de sortir al mercat, ja s'havien venut més de mil dos-cents vestits. Aquesta col·lecció va ser anomenada "Milieu du siècle" (meitat de segle).

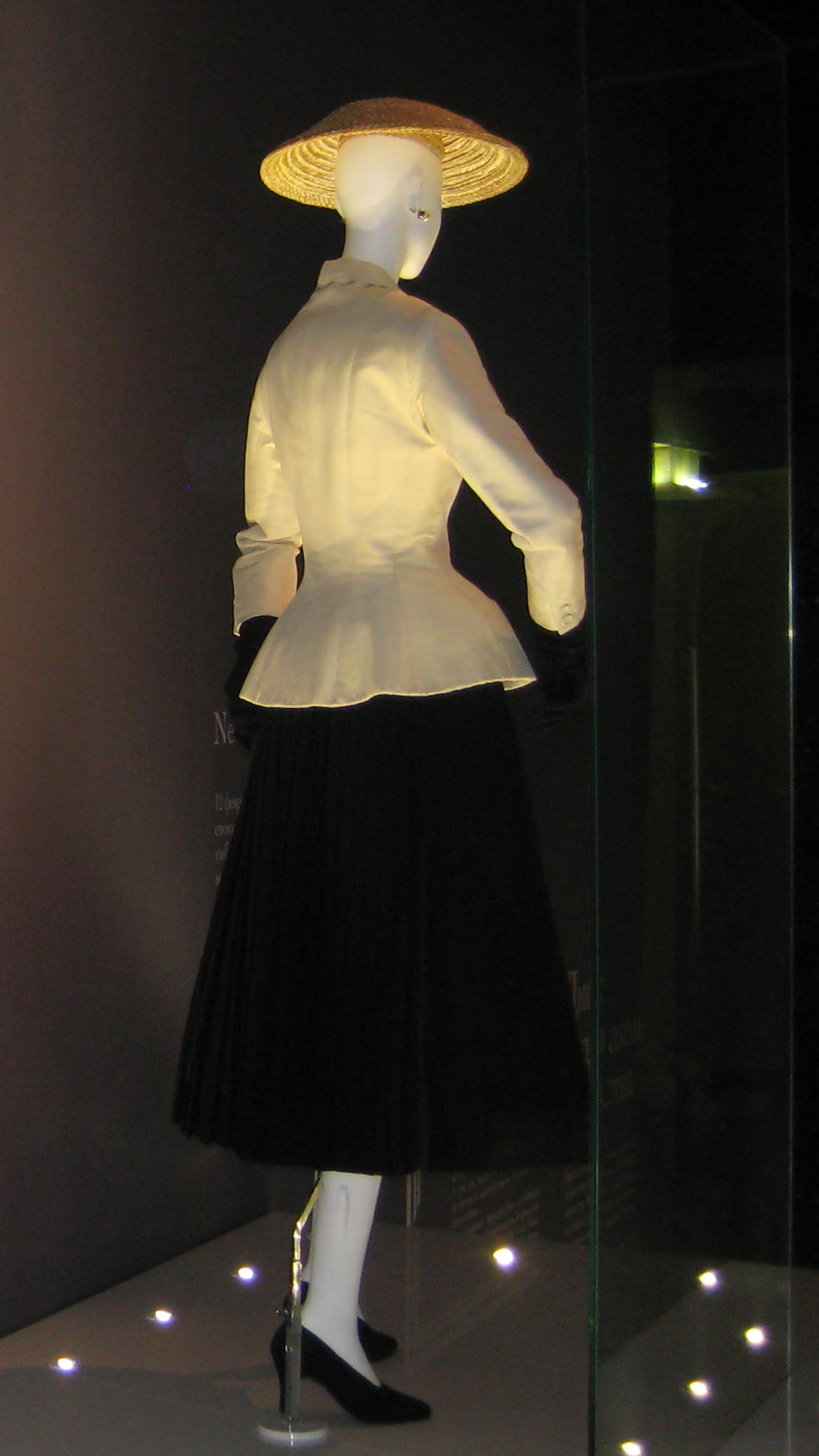
Vestit de la col·lecció Corolle de la primavera/estiu de 1947 (exhibició de Moscú del 2011).
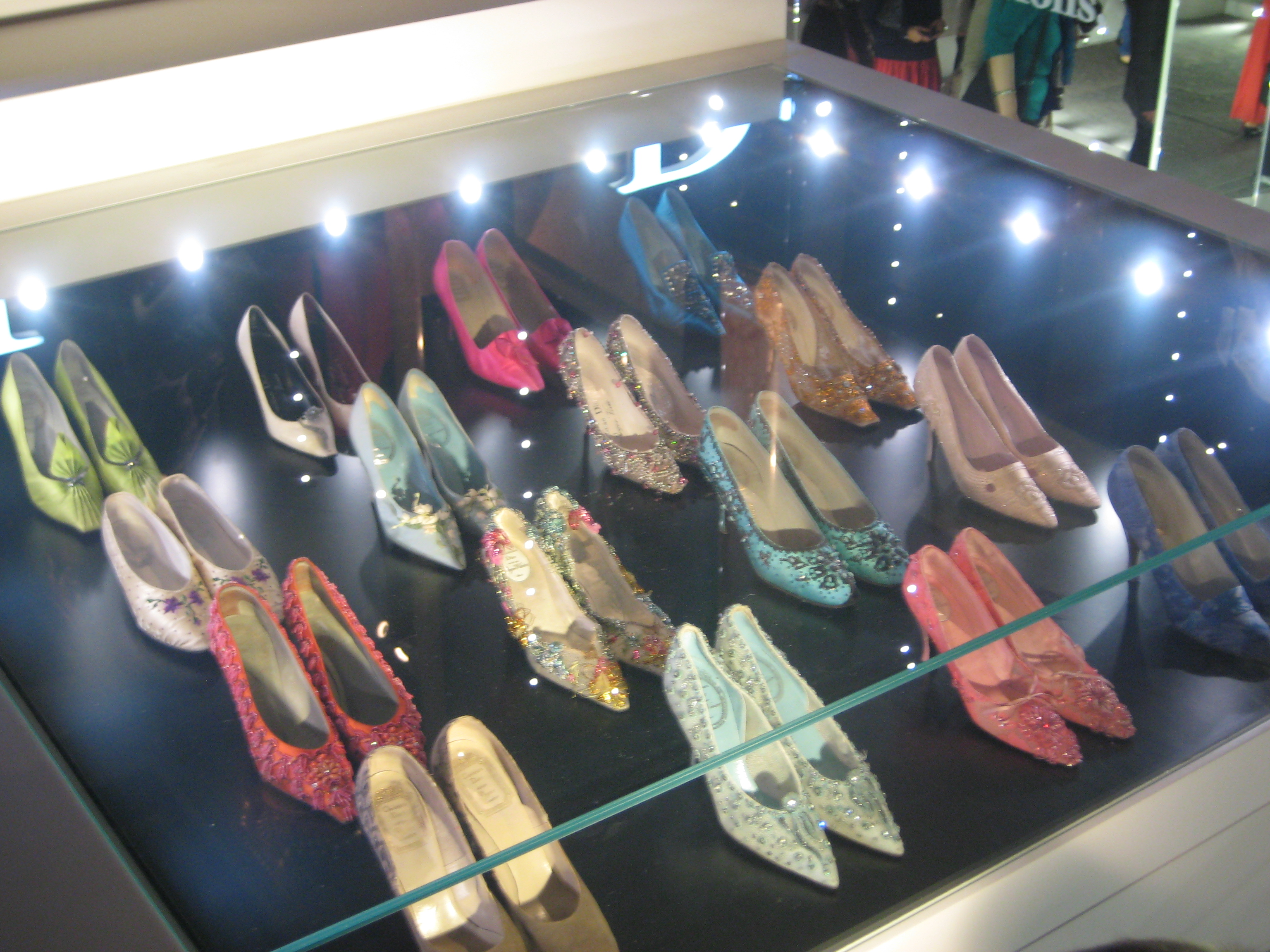
Sabates Christian Dior (exhibició de Moscú del 2011).
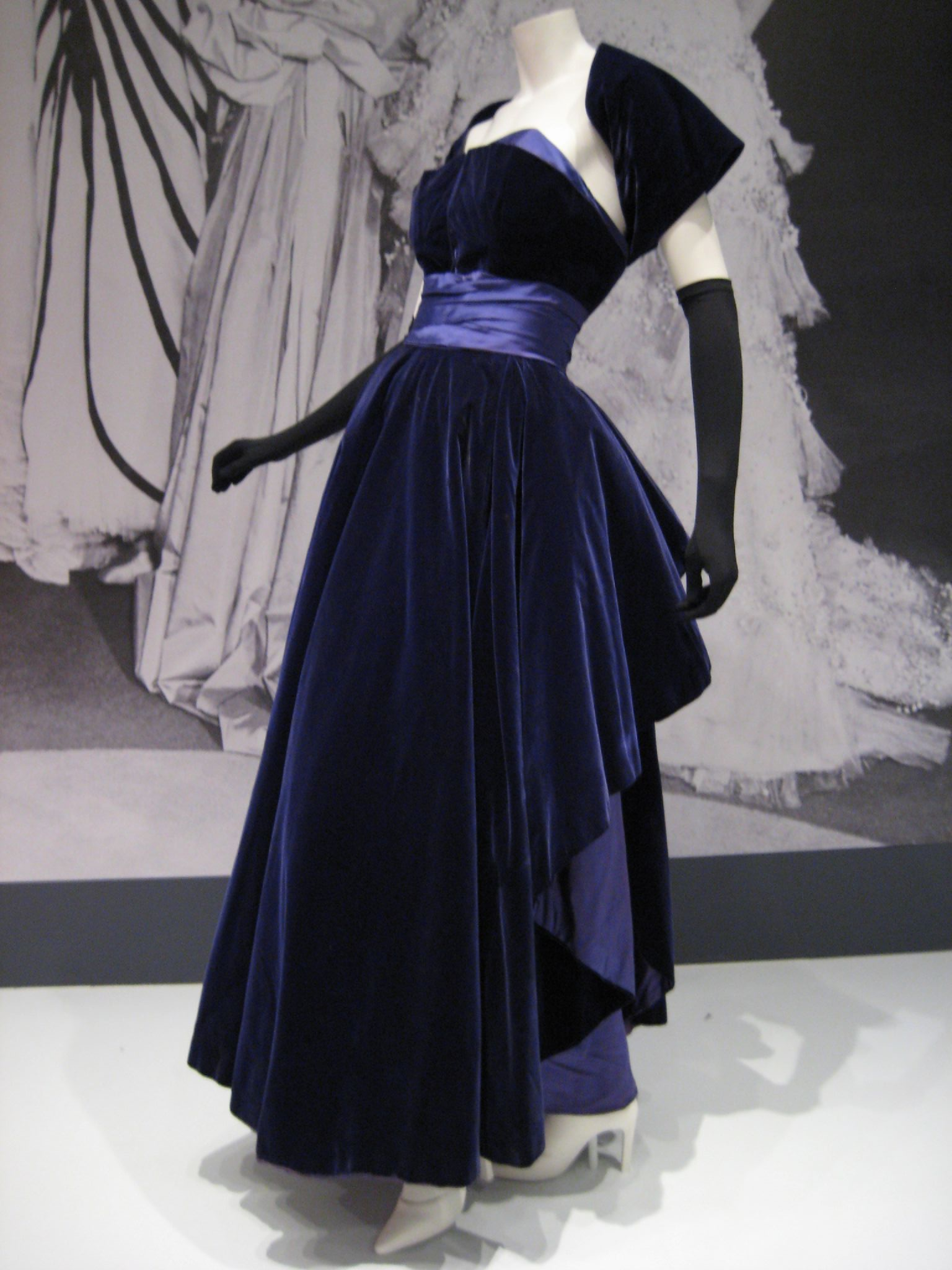
Vestit de ball de Christian Dior amb encongiment d'espatlles a joc, de vellut de seda i setí de seda. Museu d'Art de Indianapolis que el data de 1948.
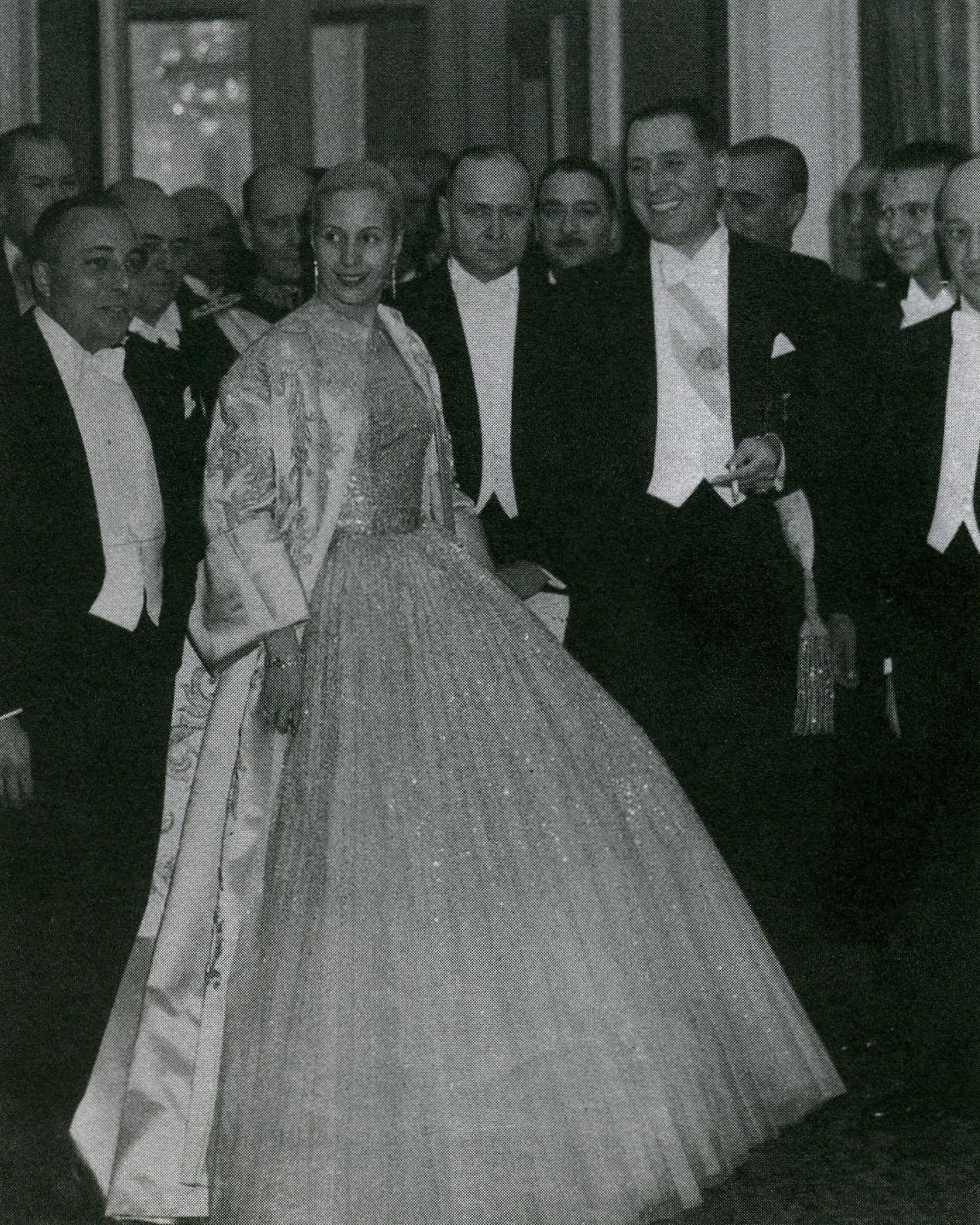
Eva i Juan Perón a l'Opera House Colon. Datat als voltants del 1950.
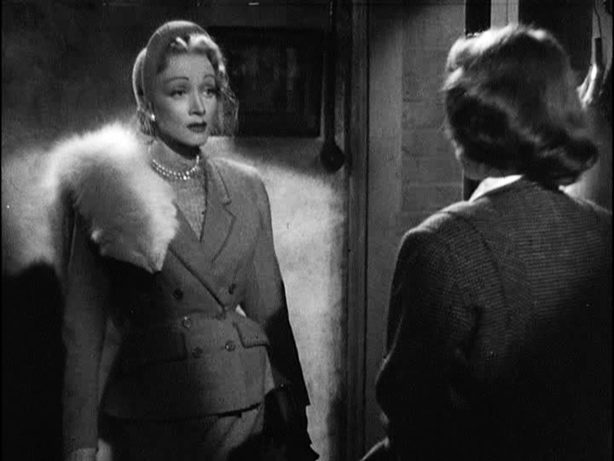
Marlene Dietrich vestida de Dior i Jane Wyman, en el tràiler de la pel·lícula d'Alfred Hitchcock "Pànic a l'escenari" del 1950.

### Anys 50

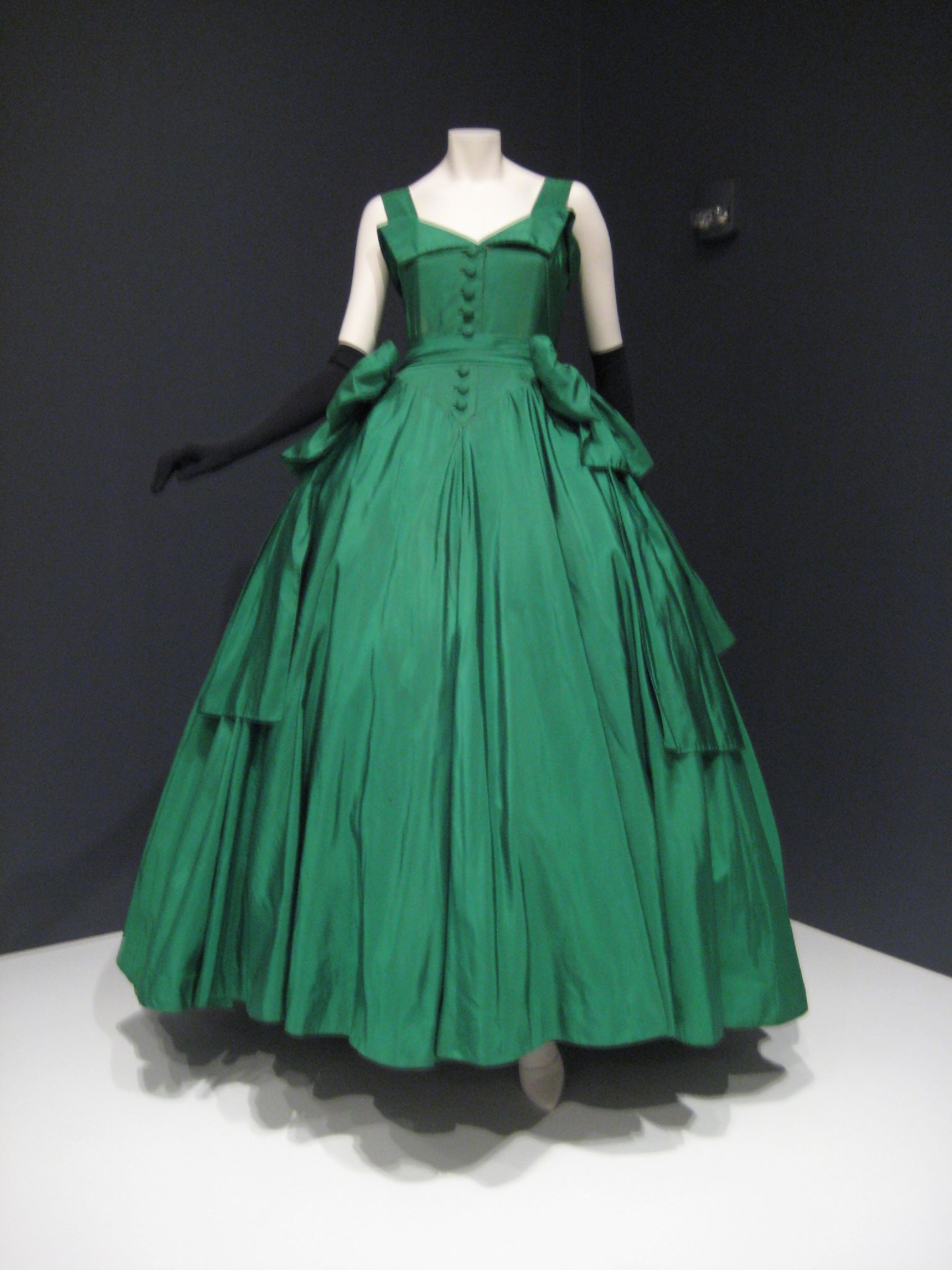
Vestit de 1954 de Christian Dior

Es munta la divisió de mitges i guants el 1951 creant-se nou-cents llocs de treball.
En el 1953 es va crear la societat Christian Dior Delman SARL que fabricava sabates a mida dissenyades per Roger Viver. També es nomena a Féderic Castet com a encarregat del taller de vestits jaqueta.
Dior va viure acompanyat per l'ombra de la polèmica. En les successives col·leccions, dues cada any, nascudes sempre entre atacs de pànic, crits, llàgrimes i amulets, els llargs de les faldilles i l'ample del bust oscil·lant com l'índex borsari. Tant, que les nord-americanes el van batejar amb el nom del dictador. El 1953 va donar la seva última sorpresa: a Anglaterra, la col·lecció tardor-hivern 1953-1954, la línia "Vivante" rep el sobrenom de "Shock Look", ja que les faldilles es van escurçar fins a quedar a 40 centímetres del terra, tocant els genolls. Només arribar el teletip a les redaccions, els diaris anglesos van aturar les rotatives. L'endemà al matí, el món va esmorzar amb el nou manament de Dior a tres i fins a quatre columnes.
S'inaugura la primera botiga a Londres anomenada Christian Dior LTD el 1954. A París la casa Dior dona feina a milers de persones, ocupa cinc edificis amb vint-i-vuit tallers i representa més de la meitat de les exportacions de l'alta costura francesa. Estats Units tornava a la cleda i París tornava a ser el regne de la moda. El corpulent Christian Dior, amb el seu ceptre governava un imperi amb més de 1.700 empleats, vuit societats i 16 firmes associades. Els seus mandats s'acataven en els cinc continents (el 50% de la producció es venia a Amèrica del Nord) i fins i tot el paquet de cigars Lucky Strike va canviar d'aspecte per adequar-lo als seus dictats.
La col·lecció tardor-hivern 1954-1955 és la de la "línia H", per ser aquesta lletra la inicial d'Haricot Vert (mongeta verda). La línia és anomenada en anglès "Flat Look". En aquesta col·lecció el vestit se cenyeix més, marcant encara més la línia de la dona.
En el 1955 és inaugurada la botiga situada a la cantonada de l'Avenue Montaige amb la rue François de París, així com el departament de regals-art, i té lloc el primer llançament de pintallavis des del departament de perfums.
Yves Saint Laurent és contactat aquell mateix any (1955, llavors un jove de 19 anys) per treballar a l'estudi, convertint-se en l'únic ajudant que va tenir Christian Dior.
El 1956 neix el perfum "Diorissimo". Onze anys després de la creació de la companyia, aquesta és present en 15 països i assegura llocs de treball a més de 2.000 persones.
Calb, gras i amb la pell rosada, reconeixia: "Tinc una figura lamentable, la d'un gentleman ben alimentat. Em pregunto si hauria de transformar-me per no defraudar el públic. Potser hauria de posar-me a dieta i renunciar no només al menjar sinó a tot el que fa la vida confortable". Descontent amb la seva aparença, Dior, convertit en una celebritat des de la seva primera desfilada el 1947, va viure aterrit per les fogonades dels fotògrafs. Els trobava amagats en el seu saló després d'haver subornat al conserge, feien guàrdia a la porta del taller...
Massa per als fràgils nervis del dissenyador. Durant un viatge a Londres, es va tancar suat al lavabo d'un restaurant per no enfrontar-se a l'exèrcit de càmeres que li aguaitaven entre les taules. La cacera va continuar fins al 24 de desembre del 1957: Christian Dior mor d'un atac de cor i els paparazzi van grimpar per les canonades del seu hotel a Itàlia per retratar el famós dissenyador en el llit de mort.
S'arriba a dir que la mort de Dior es va produir perquè Déu el va cridar a vestir als àngels.

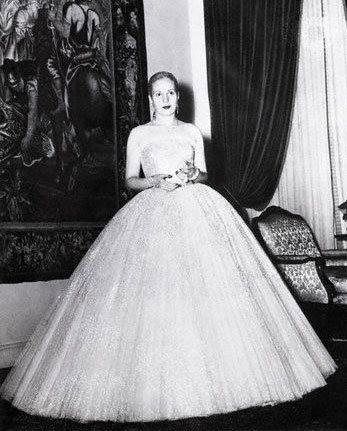
Eva Perón vestida de Dior l'any 1950.
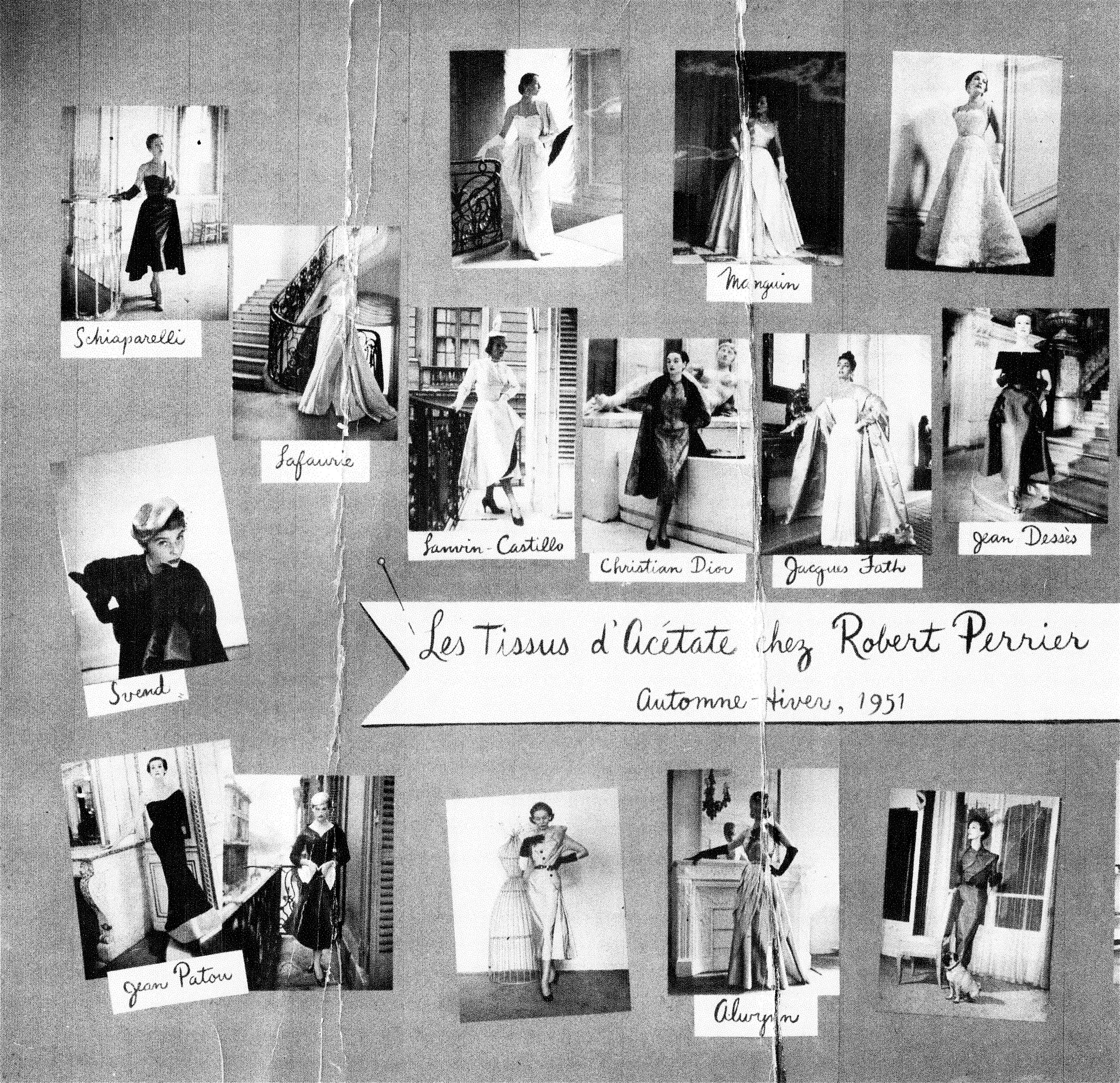
Els "teixits d'acetat" per Robert Perrier, publicitat del 1951.
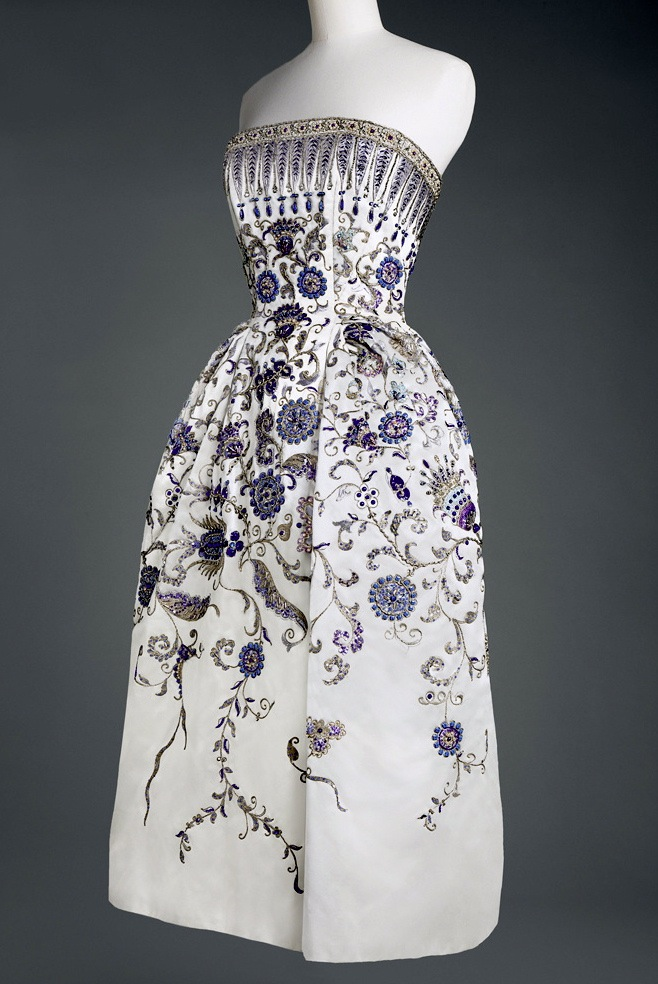
"Palmira", vestit de nit de Christian Dior. Tela de Robert Perrier per a Christian Dior. Portat per Wallis Simpson, duquessa de Windsor.
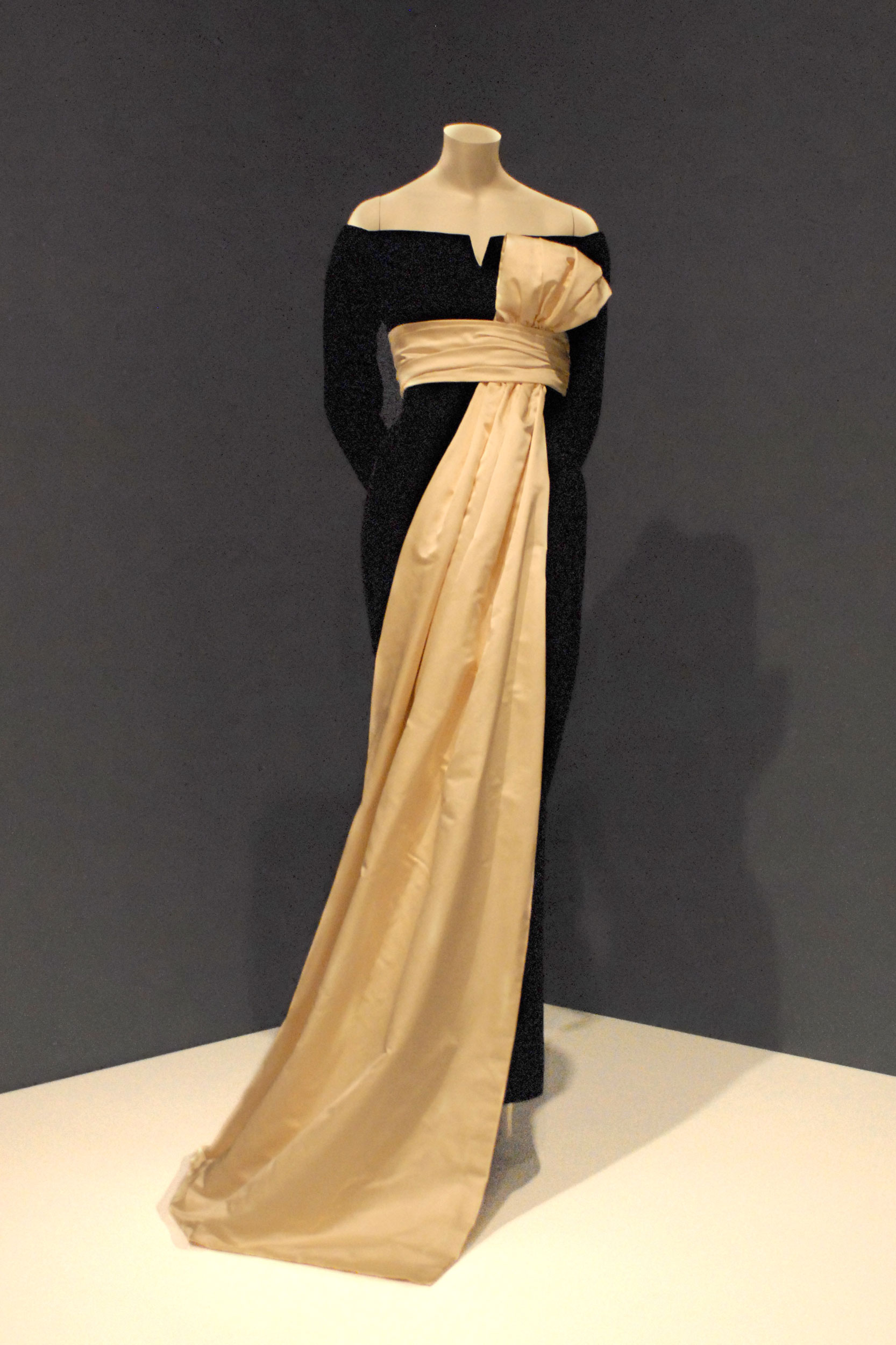
Vestit de nit de Christian Dior «Soirée de París». Aquest vestit va ser usat per la supermodel Dovima en la fotografia de Richard Avedon "Dovima amb elefants". Col·lecció d'alta costura tardor/hivern de 1955/56 (Museu d'Art a Indianapolis)
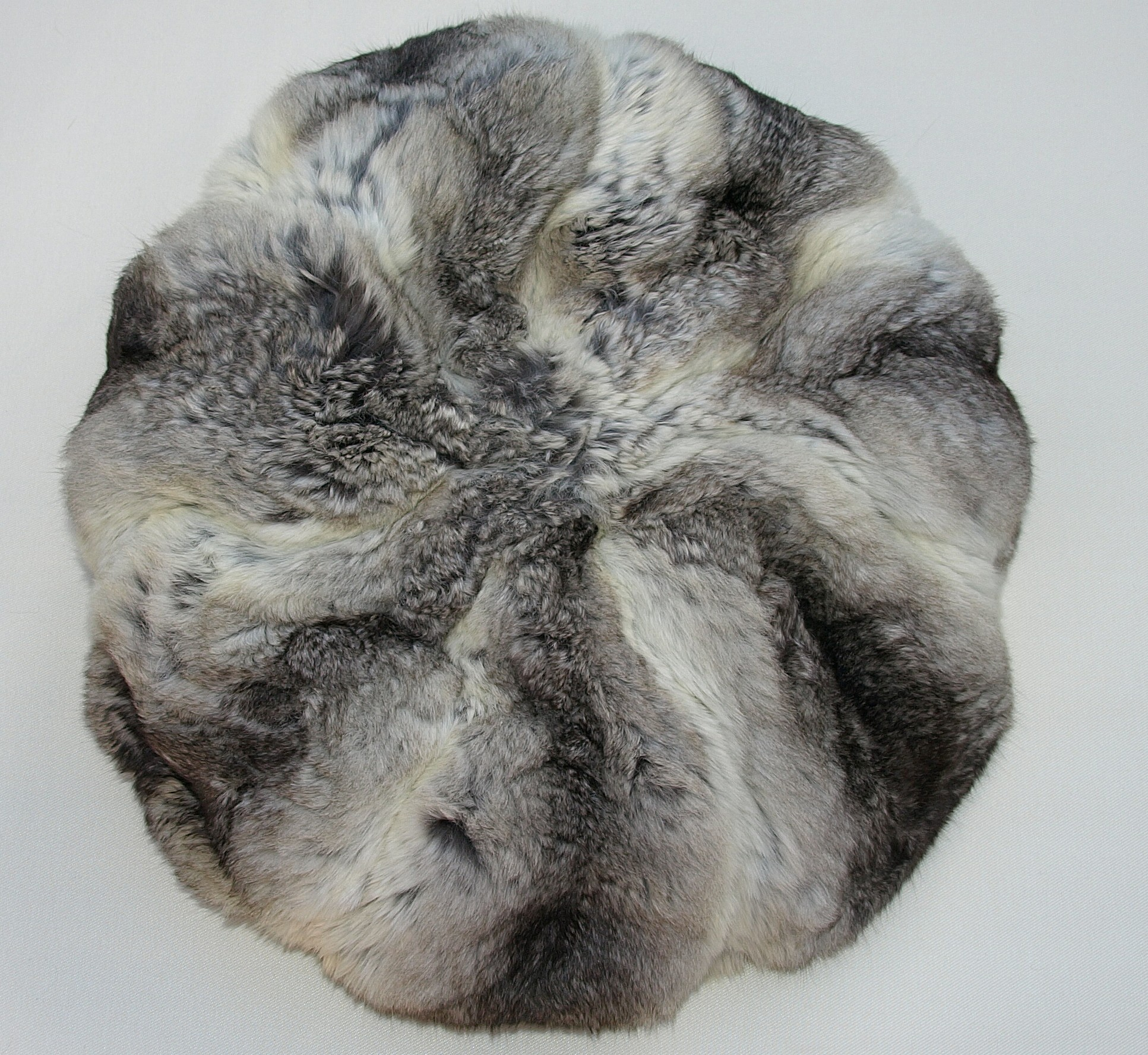
Capa de xinxilla de Dior. Manufactura datada entre els anys 1950-60.

## El llegat

### Yves Saint Laurent

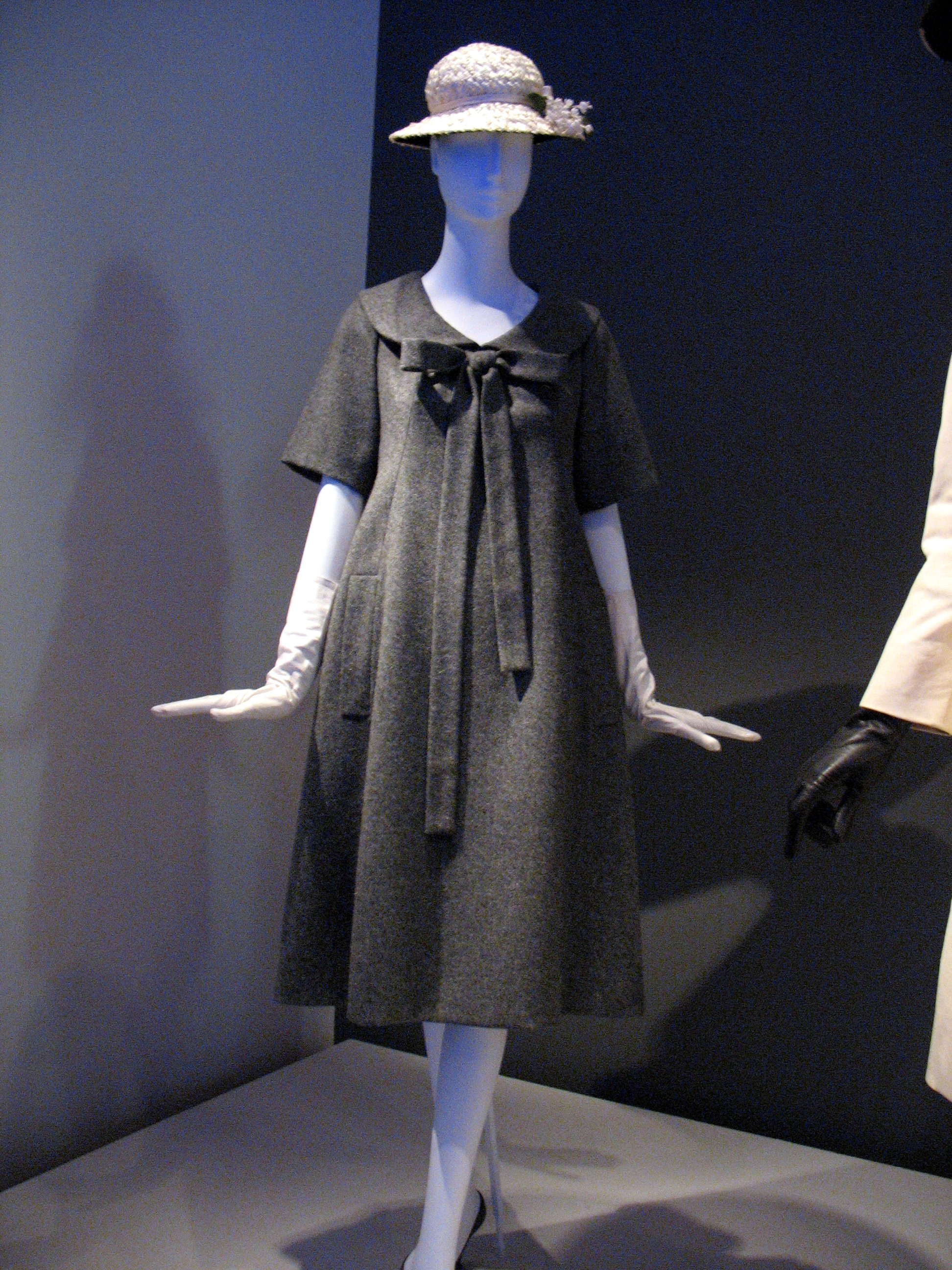
Vestit de franel·la gris de la línia Trapezi, dissenyat el 1958 per Yves Saint Laurent per Dior. Exposat al Young Museum de San Francisco.

Christian Dior va ser una persona molt influent durant la seva vida així com la seva marca. Tal grau d'importància i de grandesa no es podien malbaratar, i la firma va continuar de la mà del seu únic ajudant Yves Saint Laurent, gran dissenyador, que quan va assumir la direcció artística de la casa.
El deixeble de Dior llança la seva primera col·lecció la primavera-estiu del 1958 anomenada línia Trapezi, i el mateix any es nomena a Marc Bohan com a director artístic de la firma a Londres.
Saint Laurent, amb tan sols 21 anys, va mantenir l'elegància i l'opulència heretades del seu mentor però va descarregar pes i afegir lleugeresa a les peces. Sota la proclama "A baix el Ritz, visca el carrer!", Saint Laurent va presentar la seva última col·lecció per a Dior el 1961, un homenatge als estudiants de la Rive Gauche, el París més bohemi i revolucionari en el qual introduïa jaquetes de cuir i minifaldilles. Però els aires de canvi i revolució que es vivien a París en els incipients anys seixanta, no semblaven encaixar dins dels rígids esquemes mentals dels acomodats seguidors de la casa. La proposta es va viure gairebé com una ofensa nacional i aprofitant la crida a files del modista d'origen algerià, aquest va ser substituït per Marc Bohan, molt més conservador i relaxat. Dior entraria llavors en un període de calma i continuisme.

### Marc Bohan

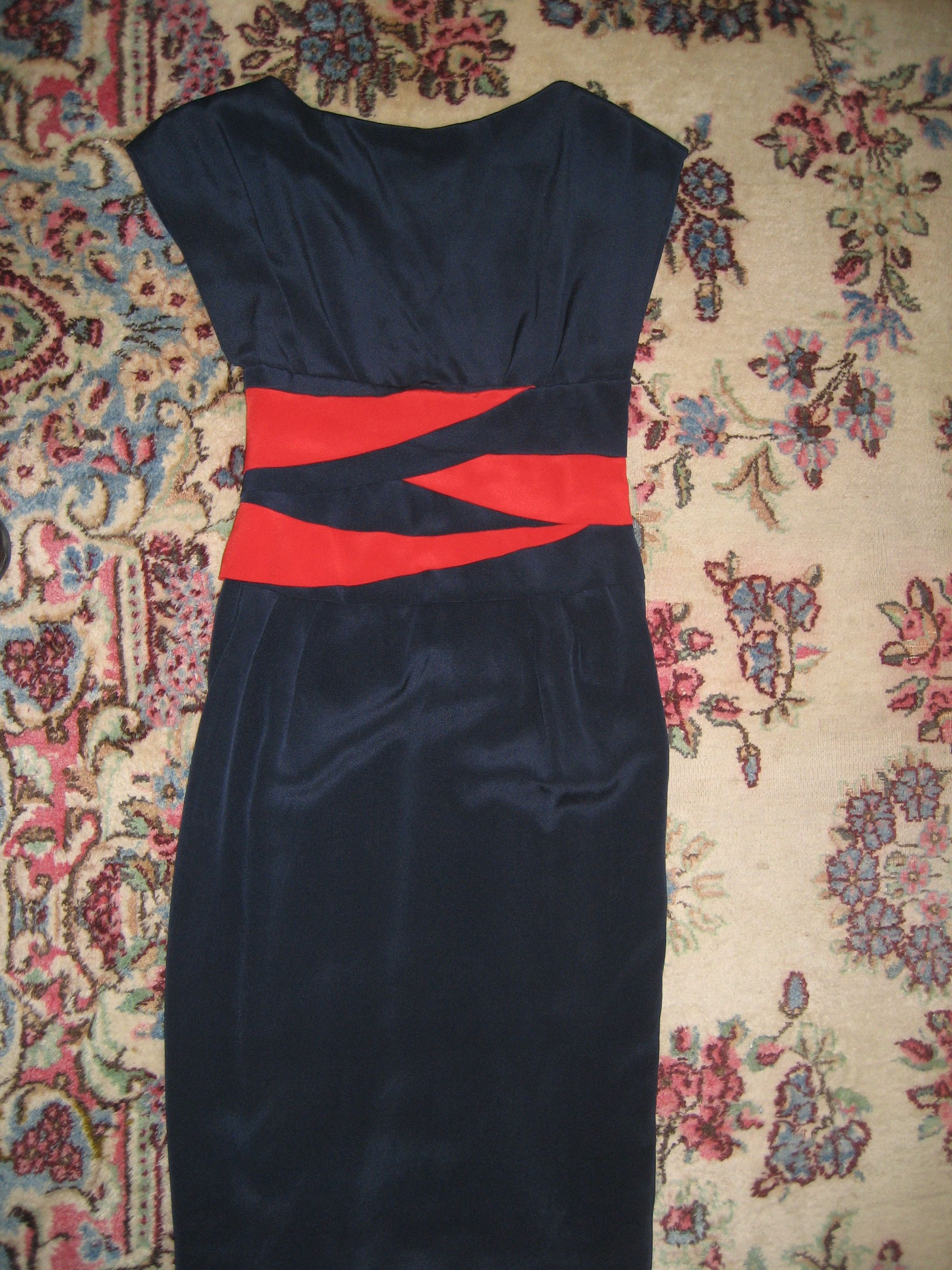
Vestit de Marc Bohan de la col·lecció de l'estiu 1983

El 1960 Yves Saint Laurent és substituït per Marc Bohan com a director artístic a París. La seva primera col·lecció d'alta costura va ser el 1961 amb la línia Slim Look primavera-estiu i amb ella, tornen els fidels de la marca. D'aquesta col·lecció la famosa actriu Liz Taylor encarrega dotze vestits.
Neix el perfum "Diorling" el 1963 i tan sols tres anys més tard es llança el primer perfum per home "Eau Sauvage". El 1967 surt al marcat la primera col·lecció de prêt-à-porter per dona, Miss Dior, creada per Philippe Guibourgé i la col·lecció per infants Baby Dior. Fèderic Castet el 1968, assumeix la direcció del departament d'alta pelleteria.
El 1969 es llança la primera línia de maquillatge "Christian Dior". Marc Bohan el 1970, dirigeix la nova línia de cavaller i un any més tard surt a la venda el perfum "Diorella".
El 1973 Fèderic Castet crea la col·lecció prêt-à-porter en pell i surt a la venda la línia de cosmètics "Hydra-Dior". En el 1979, sis anys més tard apareix el perfum "Dioressence".
Per la seva col·lecció d'alta costura primavera-estiu 1983 Marc Bohan obté el preuat premi del Didal d'Or. Aquest mateix any Dominique Morolotti reemplaça a Gerard Penneroux en la direcció de la línia de cavaller.
L'any 1984 es llança al mercat l'aigua de colònia "Eau Sauvage Extrême".
L'any 1985 és nomenat un nou president-director general de la societat Christian Dior: Bernard Arnault, president del grup financer Agache. També aquest any es llança el perfum "Poison". Un any més tard surt al marcat la línia de cosmètics "Capture".
Pel quarantè aniversari de la marca se celebra un gran homenatge el 1987 en el Museu de les Arts Decoratives de París. Allà s'organitza una retrospectiva amb el títol: "Homenatge a Christian Dior 1947-1957".
El 1988 és concedit a Marc Bohan el seu segon Didal d'Or per la seva col·lecció d'alta costura de tardor-hivern. També es llança el perfum "Farhenheit".
Bohan es va mantenir al capdavant de l'empresa, gairebé trenta anys fins que el 1989 Gianfranco Ferré és designat director creatiu de la firma.

### Gianfranco Ferré
L'any 1989 Gianfranco Ferré succeeix a Marc Bohan i a Frédéric Castet. La seva primera col·lecció de tardor-hivern "Ascot-Cecil Beaton" rep un Didal d'Or.
També aquest any es llança l'aigua de colònia "Poison" i la línia de cosmètics "Icône". Un any més tard es llança el perfum "Dune".
El 1992 Patrick Lavoix és nomenat director artístic de Christian Dior home.
En el Powerhouse Museum de Sydney el 1994 s'organitza una gran exposició retrospectiva titulada "Christian Dior, the magic of Fashion", que passava revista a deu anys de creació de Christian Dior.
Per celebrar els 50 anys de la casa el Metropolitan de Nova York ho celebra amb una retrospectiva des del 1947. Aquest homenatge és inaugurat el 9 de desembre de 1997. També aquest mateix any John Galliano succeeix a Gianfranco Ferré i presenta la seva primera col·lecció el 20 de gener.

### John Galliano

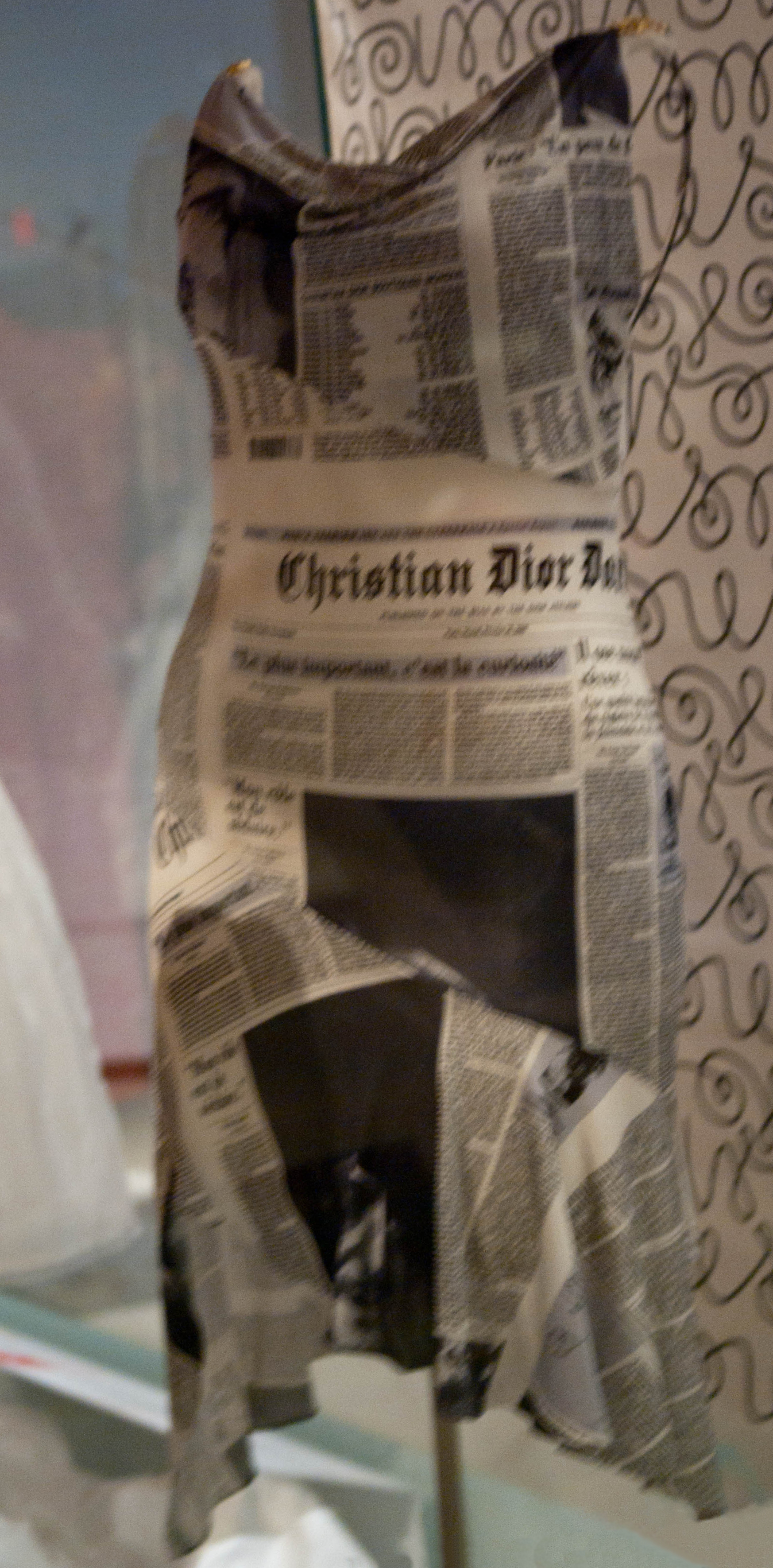
Disseny de John Galliano per a la marca Christian Dior

El llavors dissenyador de la marca "Givenchy", John Galliano, és nomenat pel reemplaçament de Gianfranco Ferré i el 20 de gener de 1997, al Gran Hotel de París, l'anglès pren les regnes en el cinquantè aniversari de la firma.
El gibraltareny presenta una col·lecció que actualitza el llegat de Dior amb sumptuosos vestits de gala, cotilles i, sobretot, molta barreja de cultures. La premsa, unànimement, aplaudeix la proposta.
Després de més de deu anys d'èxits a Dior (va desfilar Kate Moss quan només tenia 16 anys i va ser especialment memorable la seva col·lecció d'alta costura per a la tardor-hivern 2009), al març del 2011, unes poc afortunades declaracions antisemites del modista en un bar parisenc, provoquen l'acomiadament de Galliano. La marca queda decapitada i a la recerca de successor.

### Raf Simons

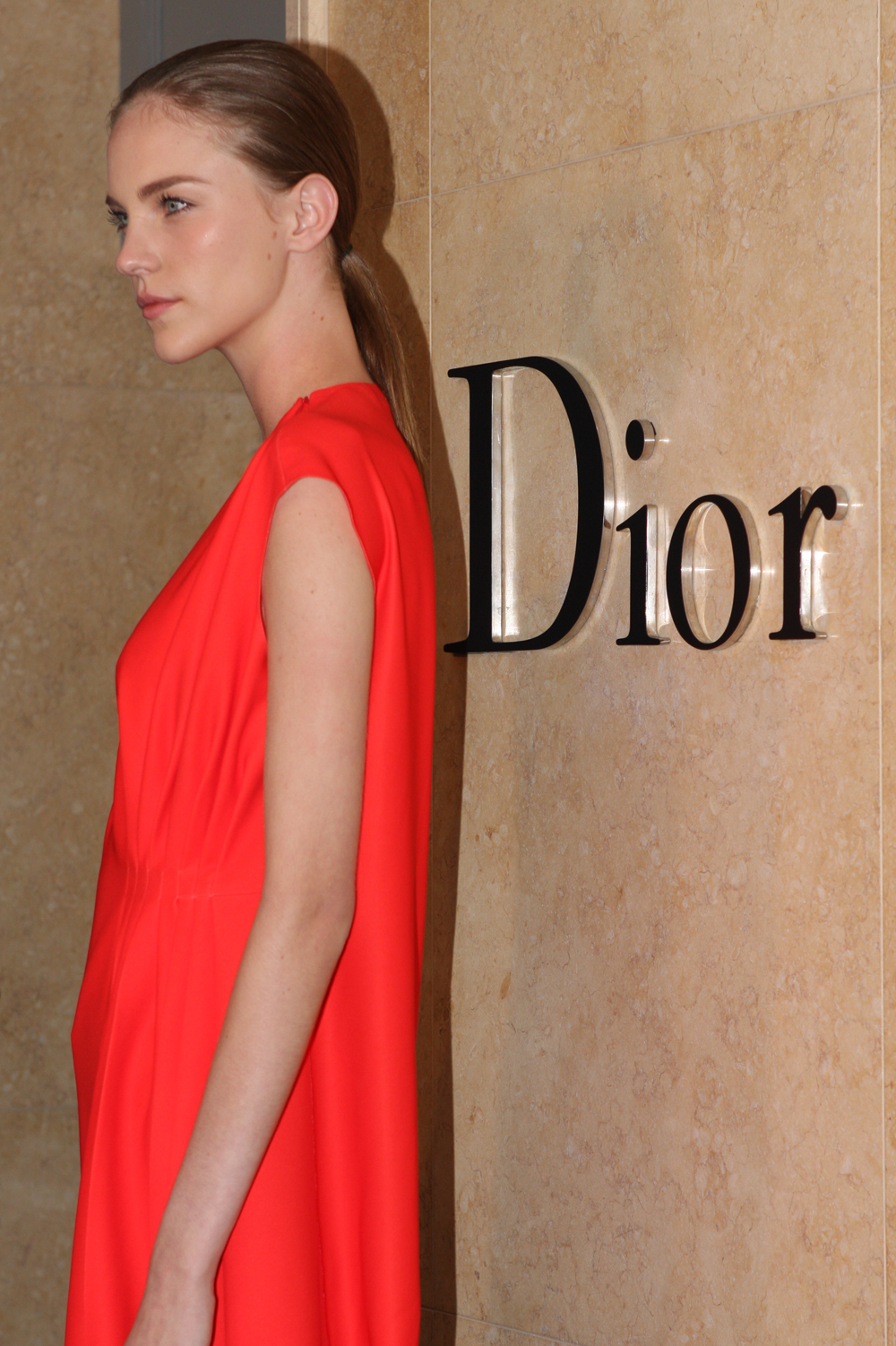
Disseny de Raf Simons per a la marca Christian Dior en l'obertura de la primera botiga insígnia a Sydney (2013, Austràlia)

Un any després, Raf Simons, que venia de triomfar a Jil Sander, és nomenat director creatiu de Dior. La conceptualització i modernització del llegat de Christian Dior són les bases sobre les quals se sustenta la proposta de Simons. Sidney Toledano, CEO de Louis Vuitton - Moët Hennesy), apunta al diari El País: "Sempre vaig saber que Simons i Dior anaven a encaixar. L'alquímia ha de funcionar. Un dissenyador pot tenir tot el talent del món i no ser bo per a una marca, però aquest és l'inici d'una nova era".

## Vida privada
Molts testimonis i diaris íntims revelen a Christian Dior com una persona generosa i divertida però que va amagar profundament la seva orientació sexual. La seva parella va ser el cantant algerià Jacques Benita.
Milionari i sol, mai es va atrevir a reconèixer la seva homosexualitat, encara que les seves biografies parlen de cert amor paternal cap a un dels seus pupils, Yves Saint-Laurent, de 21 anys. El modista va pensar en ell com el seu successor però mai va arribar a donar-li el testimoni. Quan va morir d'un infart a l'habitació d'un hotel italià, la seva última trucada va ser per Yves. En penjar el telèfon van concloure onze anys de fèrria dictadura sobre la moda.